# Ramolkamm
Der Ramolkamm ist ein in Nord-Süd-Richtung verlaufender Gebirgskamm in den Ötztaler Alpen zwischen dem Venter Tal im Westen und dem Gurgler Tal im Osten. Er zweigt an der Karlesspitze nach Norden vom Schnalskamm, einem Teil des Alpenhauptkamms, ab und läuft bei Zwieselstein aus, wo sich die beiden Täler vereinigen. Der höchste Punkt des Kamms ist der namensgebende Große Ramolkogel, der nördliche Endpunkt ist der Mittagskogel (2825 m ü. A.), ein Vorgipfel des Nederkogels.

## Wichtige Gipfel
Einige bedeutende Gipfel des Ramolkammes sind (von Nord nach Süd):
| Gipfel           | Höhe (Meter) |
| ---------------- | ------------ |
| Nederkogel       | 3163 m ü. A. |
| Stockkogel       | 3109 m ü. A. |
| Zirmkogel        | 3278 m ü. A. |
| Gampleskogel     | 3399 m ü. A. |
| Ramolkogel       | 3549 m ü. A. |
| Spiegelkogel     | 3426 m ü. A. |
| Firmisanschneide | 3490 m ü. A. |
| Schalfkogel      | 3537 m ü. A. |
| Karlesspitze     | 3463 m ü. A. |

Eine vollständige Liste aller Dreitausender findet sich in der Liste der Dreitausender im Ötztaler Hauptkamm.